# Uruçuca
Uruçuca est une municipalité brésilienne de l'État de Bahia.
Sa population était estimée à 19 642 habitants en 2012 et elle s'étend sur 337,705 km2.
Elle appartient à la Microrégion d'Ilhéus-Itabuna dans la Mésorégion du Sud de Bahia.

## Maires
| Période | Période | Identité            | Étiquette | Qualité |
| ------- | ------- | ------------------- | --------- | ------- |
| 2009    | 2012    | Moacir Leite Júnior | PT        |         |